# 屈布拉·阿克曼
屈布拉·阿克曼（土耳其語：Kübra Akman，1994年10月13日—），土耳其女子排球運動員，司職副攻手。現時效力於土超球隊土耳其航空女排俱樂部。
阿克曼在2013年開始成為土耳其國家女子排球隊一員。

## 獎項

### 個人榮譽
- 2017年世界女排俱樂部錦標賽：最佳副攻

### 俱樂部
- 2013年世界女排俱樂部錦標賽： - 金牌（瓦基弗銀行女排俱樂部）
- 2016年世界女排俱樂部錦標賽： - 銅牌（瓦基弗銀行女排俱樂部）
- 2016年土耳其冠軍杯： - 銀牌（瓦基弗銀行女排俱樂部）
- 2016–17赛季土耳其女排超級聯賽： - 銅牌（瓦基弗銀行女排俱樂部）
- 2016–17赛季歐洲女排聯賽冠軍盃： - 金牌（瓦基弗銀行女排俱樂部）
- 2017年世界女排俱樂部錦標賽： - 金牌（瓦基弗銀行女排俱樂部）
- 2017年土耳其冠軍杯： - 金牌（瓦基弗銀行女排俱樂部）
- 2017年土耳其杯： - 金牌（瓦基弗銀行女排俱樂部）
- 2017–18赛季土耳其女排超級聯賽： - 金牌（瓦基弗銀行女排俱樂部）
- 2017–18赛季歐洲女排聯賽冠軍盃： - 金牌（瓦基弗銀行女排俱樂部）
- 2017年土耳其冠軍杯： - 銀牌（瓦基弗銀行女排俱樂部）
- 2018年世界女排俱樂部錦標賽： - 金牌（瓦基弗銀行女排俱樂部）
- 2018-19赛季土耳其女排超級聯賽： - 金牌（瓦基弗銀行女排俱樂部）